# Aspidosperma cylindrocarpon
Aspidosperma cylindrocarpon,  jichituriqui rojo,    es una especie botánica  de árbol maderable,  nativo de Bolivia, en el bosque Chiquitano;   
Brasil,  típico de la vegetación de la  mata Atlántica, Cerrado y del Pantanal. 
Esta especie es citada en Flora Brasiliensis por Carl Friedrich Philipp von Martius.  Además, es excelente para las abejas.

## Descripción
Tronco moderadamente pesado en comparación con las demás maderas; de gran durabilidad cuando no está en contacto con el suelo y la humedad, pues si no  se pudre con facilidad.
Su altura varía de 5-15 m, posee corteza surcada longitudinalmente, muy cubierta de un tejido protector de espesor variable denominado súber.
Ramas castañas claras; hojas simples, con látex, elípticas u ovadas, de 7 cm de ancho, superficie brillante, envés más clara y opaca, nervadura principal saliente, pecíolo de 2–4 cm de ancho. 
Flores amarillas. Fruto folículo, cilíndrico, castaño oscuro, leñoso y con lenticelas, 8 cm de ancho. Semillas aladas, oblongas, con 10 pares.

## Uso
- Apicultura como fuente alimenticia para abejas melíferas.
- Construcciones civiles cubiertas, batentes,  vigas cabriadas, tejados.
- Construcciones navales -  barcos pesqueros, por ser resistente a sal.
- En obras externas como postes.
- En confección de vagones y carrocerías.